# Hortolândia
Hortolândia ist eine Gemeinde im Landesinneren des brasilianischen Bundesstaates São Paulo. Im Jahr 2018 lebten nach offizieller Schätzung etwa 227.400 Menschen in Hortolândia.

## Lage
Die Stadt liegt auf 47° 13' West und 22° 51' Süd, in der RMC (Região Metropolitana de Campinas) in einer Entfernung von 40 Kilometern zu Campinas und 62 Kilometern zur Stadt São Paulo. Das Gemeindegebiet umfasst ein Territorium von 134 km².

## Geschichte
Die Gemeinde Hortolândia wurde im Jahr 1991 aufgrund einer Volksabstimmung gegründet. Sie entstand durch Abspaltung von Teilen der Gemeinde Sumaré.

## Klima
Bei einem tropischen Klima herrscht in der Stadt eine Durchschnittstemperatur von 21 °C. Der heißeste Monat ist der Februar mit einer Durchschnittstemperatur von 24 °C, wobei das durchschnittliche Maximum 30 °C beträgt.

## Wirtschaft
Die Gemeinde beherbergt zahlreiche High-Tech-Unternehmen, wie zum Beispiel eine Niederlassung von IBM. Ferner betreiben Universitäten, darunter das konfessionelle Centro Universitário Adventista de São Paulo (UNASP) mit dem Instituto Adventista de São Paulo (IASP), einen Campus in der Gemeinde.